# George Robert Gray

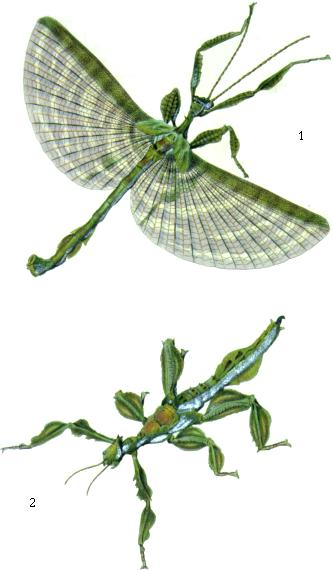
Plaat uit The Monograph of the Genus Phasma van Gray

George Robert Gray (Chelsea, 8 juli 1808 – Londen, 6 mei 1872) was een Brits zoöloog en schrijver die gedurende 41 jaar aan het hoofd stond van de ornithologische afdeling van het British Museum in Londen. Hij was de jongere broer van John Edward Gray.
Zijn belangrijkste publicatie was The Genera of Birds (1844-49, in 3 delen), geïllustreerd door David William Mitchell en Joseph Wolf. Voor het werk werden 46.000 referenties opgegeven.
Gray begon zijn carrière bij het British Museum als assistent-conservator in 1831 waar hij begon met de indeling van insecten. In 1833 publiceerde hij Entomology of Australia (1833), en hij leverde bijdragen aan het entomologische gedeelte van Animal Kingdom van Georges Cuvier. Gray beschreef veel soorten vlinders (Lepidoptera).
- Bibliothèque nationale de France: cb125664572 (data)
- Gemeinsame Normdatei: 117554014
- International Standard Name Identifier: 0000 0000 6306 9188
- Library of Congress Control Number: n87147954
- Nationale bibliotheek van Australië: 36289309
- Nationale Bibliotheek van Israël: 987007282007005171
- Nederlandse Thesaurus van Auteursnamen: 155669648
- Istituto Centrale per il Catalogo Unico: UBOV718427
- LIBRIS: 172239
- SNAC: w6qn6b9b
- Système universitaire de documentation: 034969993
- Trove: 1242407
- Virtual International Authority File: 27183872
- WorldCat: E39PBJgXgCgfGhjgx6PWFgMQMP